# Хванчкара (село)
Хванчкара (груз. ხვანჭკარა) — село в исторической области Рача в Грузии, входит в Амбролаурский муниципалитет края Рача-Лечхуми и Нижняя Сванетия.
Село известно своим вином «Хванчкара», производимом из местных сортов винограда Александроули и Муджуретули на местном заводе. Считается, что название вину — «Хванчкара» определил Сталин.
По данным переписи 2014 года в селе проживает 466 человек.

## География
Расположено на правой стороне реки Риони, на высоте 560 метров, в 14 км от административного центра Амбролаури.
Климат достаточно влажный, умеренно холодный зимой, но жаркий и сравнительно сухой летом.

## История
Бывшее имение (марани) князей Кипиани, развивавших здесь виноделие (первоначально сорта вина назывались Кипианевские). Технологом и созидателем естественного полусладкого вина «Хванчкары» считается Дмитрий Кипиани.
В 1927 году был построен винный завод.

## Известные жители
2 октября 1935 года в селе родился Гурам Метонидзе — грузинский советский государственный и партийный деятель. Депутат Совета Союза Верховного Совета СССР 11 созыва (1984—1989) от Грузинской ССР. Народный депутат СССР, член Верховного Совета СССР 12 созыва (1989—1991). Почётный гражданин Тбилиси (1983).